# Kanton Le Diamant
Kanton Le Diamant is een voormalig kanton van het Franse departement Martinique. Kanton Le Diamant maakte deel uit van het arrondissement Le Marin en telt 5.602 inwoners (2007). Het kanton had een oppervlakte van 27,34 km² en een dichtheid van 205 inwoners per vierkante kilometer. Het werd zoals alle kantons van Martinique opgeheven op 1 januari 2016.

## Gemeenten
Het kanton Le Diamant omvatte de volgende gemeente:
- Le Diamant